# Le Rialet
Le Rialet ist eine französische Gemeinde mit 63 Einwohnern (Stand: 1. Januar 2022) im Département Tarn in der Region Okzitanien (vor 2016 Midi-Pyrénées). Sie gehört zum Arrondissement Castres und zum Kanton Mazamet-2 Vallée du Thoré (bis 2015 Mazamet-Nord-Est). 

## Lage
Le Rialet liegt an den nördlichen Ausläufern der Montagne Noire (dt. „Schwarzes Gebirge“). Die Gemeinde befindet sich etwa 22 Kilometer ostsüdöstlich von Castres. Umgeben wird Le Rialet von den Nachbargemeinden Cambounès im Norden und Nordwesten, Lasfaillades im Osten und Nordosten, Le Vintrou im Süden und Südosten, Pont-de-Larn im Südwesten sowie Boissezon im Westen.

## Bevölkerungsentwicklung
| 1962                      | 1968 | 1975 | 1982 | 1990 | 1999 | 2006 | 2013 |
| ------------------------- | ---- | ---- | ---- | ---- | ---- | ---- | ---- |
| 85                        | 72   | 51   | 60   | 55   | 40   | 44   | 51   |
| Quelle: Cassini und INSEE |      |      |      |      |      |      |      |

## Sehenswürdigkeiten
- Kirche La Nativité-de-la-Vierge aus dem 19. Jahrhundert

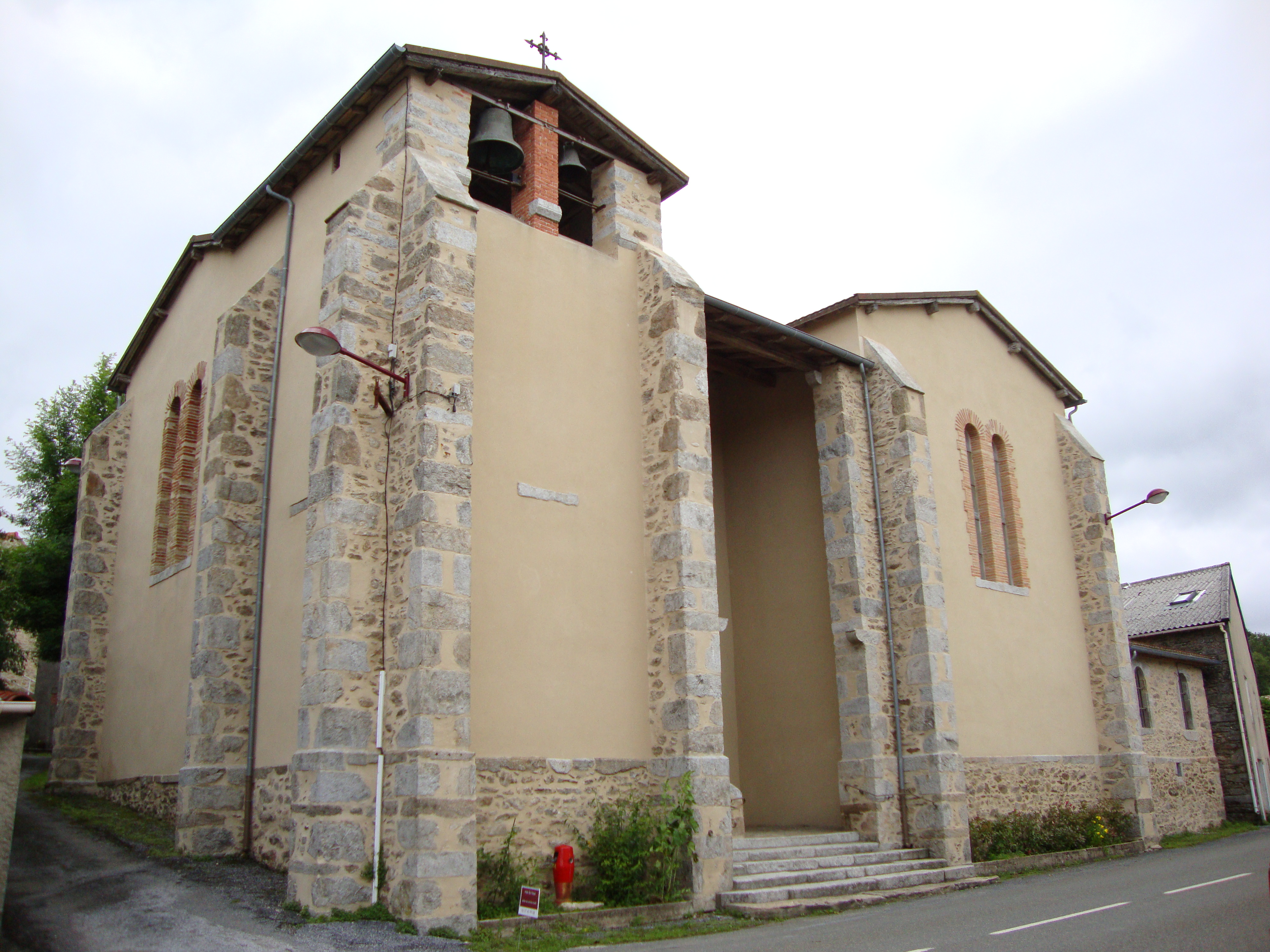
Kirche Nativité-de-la-Vierge